# Domenico Campagnola

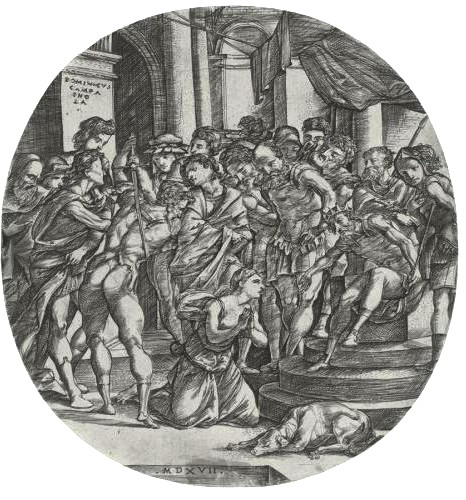
A decapitação de Santa Catarina, Domenico Campagnola, 1517

Domenico Campagnola (Veneza, 1500 - Pádua, 10 de outubro de 1564) foi um gravurista, pintor, decorador  e desenhador barroco italiano.
Filho adoptivo de um artista proveniente da Alemanha, quando criança Campagnola foi um autêntico «menino prodígio», devido, em parte, à sua aptidão  e notável para as artes, especialmente para o desenho. Foi o seu pai quem o instruiu na infância, quem lhe direccionou os primeiros passos nas artes. Ensinou-lhe pintura, desenho, gravura e gravura sobre madeira.
Com a perda do pai aos 16 anos, Campagnola tornou-se no melhor gravurista no engenhoso mundo artístico de Veneza. Era considerado inovador, devido à sua forma de trabalhar a madeira.
Mas foi a gravura que o levou à ribalta. Da sua obra total, os exemplares mais procurados são sem dúvida as gravuras. Para as realizar, Campagnola recebia muita influência do trabalho de um artista alemão, muito em voga, de nome Albrecht Dürer. Para além deste pintor são reconhecíveis nos seus trabalhos influências de Albrecht Altdorfer e do célebre ilustrador Hans Sebald Beham exuberância, a fluidez e as imagens religiosas tornaram-se os seus maiores símbolos.
Na década de 20, Campagnola transladou-se para Pádua, um cidade em ascensão, tanto na sociedade como no comércio e na economia em geral, o que significava que o número de ricos mercadores e, consequentemente, patronos das artes, aumentava a bom ritmo. 
Com intenção de se consagrar como pintor, dá início a trabalhos nas igrejas, onde, ainda hoje, permanecem frescos da sua autoria, e palácios da cidade. A sua origem veneziana ajudou um pouco, pois um conhecedor ilustre do estilo da «cidade-canal» era muito procurado, visto que esse mesmo estilo estava bastante em voga na Europa. 
Nos palácios que decorou são notáveis a assimetria fabulosa e dourada e os materiais ricos e elegantemente trabalhados. Também ali deixou a sua assinatura em alguns frescos de notável e aprazível técnica.
Não obstante, Campagnola nunca deixou de lado as suas belas gravuras e iniciou igualmente um série notável de desenhos paisagísticos. São de recordar as poéticas vistas sobre caminhos de pedra, castelos, pontes, ruínas e, essencialmente, as simples montanhas italianas.
Faleceu aos 64 anos em Pádua.